# Calle de Santa Tegra
La calle de Santa Tegra es una vía urbana situada en el barrio de Teis, en la ciudad de Vigo (Galicia, España). Conecta la Avenida del Guixar con zonas residenciales y comerciales del entorno, como el Mercado de Teis.

## Toponimia
El nombre oficial de la calle es Santa Tegra, aunque históricamente ha existido confusión con las formas Santa Tecla o Santa Trega. La forma correcta, “Tegra”, cuenta con reconocimiento institucional, aunque en documentos oficiales, como el Diario Oficial de Galicia, se han registrado otras variantes. El topónimo hace referencia a la advocación de Santa Tegra, vinculada a la tradición religiosa gallega y al cercano monte de Santa Trega en A Guarda.

## Historia y contexto urbano
La calle se encuentra en el barrio vigués de Teis, una zona con una fuerte identidad industrial y marinera. Próxima a los astilleros y al puerto, forma parte de un entramado de calles residenciales y comerciales que han experimentado transformaciones ligadas al crecimiento de Vigo durante el siglo XX.
En relación con su entorno, durante gran parte del siglo XX, en la zona próxima a Santa Tegra estuvieron ubicados los depósitos de combustible de la empresa CAMPSA (Compañía Arrendataria del Monopolio de Petróleos). Estas instalaciones generaron preocupación y rechazo entre los vecinos debido a los riesgos asociados y a la marginación que sentía el barrio.
A finales de los años ochenta, la Asociación de Vecinos de Teis lideró una campaña para exigir la retirada de estos depósitos, organizando asambleas, recogidas de firmas y eventos públicos. Como resultado, en 1991 CAMPSA trasladó las instalaciones a Puxeiros en Mos, liberando así terrenos para futuros usos urbanísticos, incluyendo la creación de espacios verdes y zonas residenciales.
En octubre de 2018, la calle fue cerrada temporalmente al tráfico debido a una avería en la red de alcantarillado, lo que generó congestión en vías próximas hasta su reapertura.
Se encuentra en una zona estratégica de Vigo, próxima a la terminal de contenedores de Guixar, lo que la convierte en un punto de conexión entre el tejido urbano y las infraestructuras portuarias. Esta ubicación ha influido en su desarrollo y en las dinámicas sociales y económicas del área.

## Arte urbano
En 2025, en el número 71 de la calle se inauguró el mural Petra, Ferro e Mar, obra de la artista Dafne Tree, dentro del programa municipal Vigo Cidade de Cor. La pieza rinde homenaje al pasado industrial de Teis, en particular a la antigua factoría naval Vulcano, e incorpora un lenguaje visual influenciado por el cómic.